# Streblocera moholeei
Streblocera moholeei är en stekelart som beskrevs av Ku 1997. Streblocera moholeei ingår i släktet Streblocera och familjen bracksteklar. Inga underarter finns listade i Catalogue of Life.